# Непослушный медвежонок
«Непослушный медвежонок» — российский рисованный мультфильм 2006 года, созданный на студии «Пилот» при участии Продюсерской компании «Аэроплан». Режиссёр Наталья Березовая создала его по мотивам якутской народной сказки.
Мультфильм входит в мультсериал «Гора самоцветов». В начале мультфильма — пластилиновая заставка «Мы живём в России — Якутия».

## Сюжет
В Якутии зима долгая. Но вот солнышко стало пригревать, снег начал таять. Звери, птицы и рыбы обрадовались весне. Из берлоги вылез медвежонок. Был он маленький и даже не знал, что он — медвежонок. Мама-медведица повела его к реке — ловить рыбу. По пути медвежонок пытался исследовать всё вокруг, а когда мама занялась рыбалкой — удрал. Встретил медвежонок евражку, стал с ним играть и решил, что станет евражкой. Затем мимо пробежал олень, медвежонок побежал за ним вдогонку и решил, что станет оленем, но споткнулся и кубарем покатился к реке. Там он увидел утку и пошёл за ней следом. Когда утка взлетела, медвежонок тоже захотел полететь и прыгнул с обрыва. Упал он в реку и течение понесло его. Очухался медвежонок на отмели, увидел чьи-то злые глаза, испугался и убежал. И увидел как кто-то большой и сильный залезает на дерево и там ест что-то вкусное. Медвежонок спросил: «Кто ты?» И услышал ответ: «Я — медведь!» Медвежонок побежал к маме и сказал ей: «Я хочу стать медведем!» А мама ответила: «Ты и есть медведь, только пока маленький.»

## Создатели
| Автор сценария                        | Наталья Березовая |
| при участии                           | Эдуарда Назарова |
| Режиссёр                              | Наталья Березовая |
| Художник-постановщик                  | Валентин Телегин |
| Консультанты:                         | Мария Дубровская, Владимир Иванов |
| Звукорежиссёр                         | Владислав Тарасов |
| Роли озвучивал:                       | Александр Леньков |
| Аниматоры:                            | Дмитрий Андреев, Павел Барков, Елена Голянкова, Екатерина Грошева, Татьяна Кочетова, Владимир Захаров, Светлана Зимина, Сергей Кирякин, Екатерина Табах, Татьяна Яцына |
| Ассистент художника-постановщика      | Ольга Антоненкова |
| Художники:                            | Наталья Акашкина, Вера Аполлонова, Надежда Богатова, Елена Воронина, Мария Ескина, Ольга Тачаева, Дина Хусяинова, Татьяна Ивонина, Ольга Кацуба, Юлия Некипелова, Наталья Габибова, Юлия Сергеева, Татьяна Стеба, Ирина Ткаченко, Наталья Константинова                             |
| Ассистент режиссёра и цветная сборка: | Оксана Фомушкина |
| Съёмка и спецэффекты                  | Алексей Ганков, Мария Кулланда, Владислав Поликарпов, Анастасия Шиляева |
| Директор                              | Игорь Гелашвили |
| Продюсер                              | Ирина Капличная |
| Над пластилиновой заставкой работали: | Автор сценария — Эдуард Назаров Режиссёр — Сергей Меринов Художник-постановщик — Серафим Чёрный Композитор — Лев Землинский Текст читает — Александр Леньков Аниматоры — Наталья Акашкина Александра Левицкая Наталья Соколова Елена Голянкова Оператор-монтажёр — Сергей Василенко |
| Художественный совет проекта:         | Эдуард Назаров, Александр Татарский, Михаил Алдашин, Валентин Телегин, Георгий Заколодяжный |
| Руководитель проекта                  | Александр Татарский |
| Генеральный продюсер проекта          | Игорь Гелашвили |

## Музыка
- Композиторы: Герман Хатылаев, Клавдия Хатылаева, Георгий Андриянов, Дмитрий Швецов, группа «Буготак».
- Песню Анны Барашковой «Ийэбэр» («Маме») исполняет Татьяна Романова (титры мультфильма).

## Фестивали
- 2006 — XI Открытый Российский Фестиваль анимационного кино в Суздале: премьера.[1]
- 2006 — XI Международный фестиваль детского анимационного кино «Золотая рыбка»: Официальный приз фестиваля: Гран-при — цикл «Гора самоцветов», худ.рук. Александр Татарский.[2]

## Отзыв критика
Удивила Наталья Березовая, ранее баловавшая нас киноанекдотами и трюковыми комедиями. Её «Непослушный медвежонок» — трогательная зарисовка о познании мира, наивной прелести детства и теплоте материнства. Неуклюжий, толстый малыш-медвежонок радуется каждому встречному существу и хочет стать то оленем, то евражкой, то уткой, и — к счастью зрителя — каждый новый его поступок вызывает не приторное умиление, а нежное сопереживание.
— Сергей Капков (Утро.ру)